# A Low Down Dirty Shame
A Low Down Dirty Shame is een Amerikaanse  actie-komediefilm uit 1994. De film werd heel slecht ontvangen en behaalde een zeldzame 0%-score op Rotten Tomatoes, wat betekent dat alle recensies verzamelt door de website negatief waren.

## Plot
Een privédetective komt in gevaar wanneer hij op zoek gaat naar verdwenen drugsgeld.

## Rolverdeling
| Acteur              | Personage        |
| ------------------- | ---------------- |
| Keenen Ivory Wayans | Andre Shame      |
| Jada Pinkett Smith  | Peaches          |
| Andrew Divoff       | Ernesto Mendoza  |
| Charles S. Dutton   | Sonny Rothmiller |
| Salli Richardson    | Angela           |
| Chris Spencer       | Benny            |